# برستون بروكس
برستون بروكس (بالإنجليزية: Preston Brooks) هو محامي وسياسي أمريكي، ولد في 5 أغسطس 1819 في الولايات المتحدة، وتوفي في 27 يناير 1857 في نفس البلد. حزبياً، نشط في الحزب الديمقراطي. وقد انتخب عضو مجلس نواب كارولاينا الجنوبية وانتخب عضو مجلس النواب الأمريكي عن دائرة South Carolina's 4th congressional district ‏.

## روابط خارجية
- برستون بروكس على موقع إن إن دي بي (الإنجليزية)